# Maguette N’Diaye

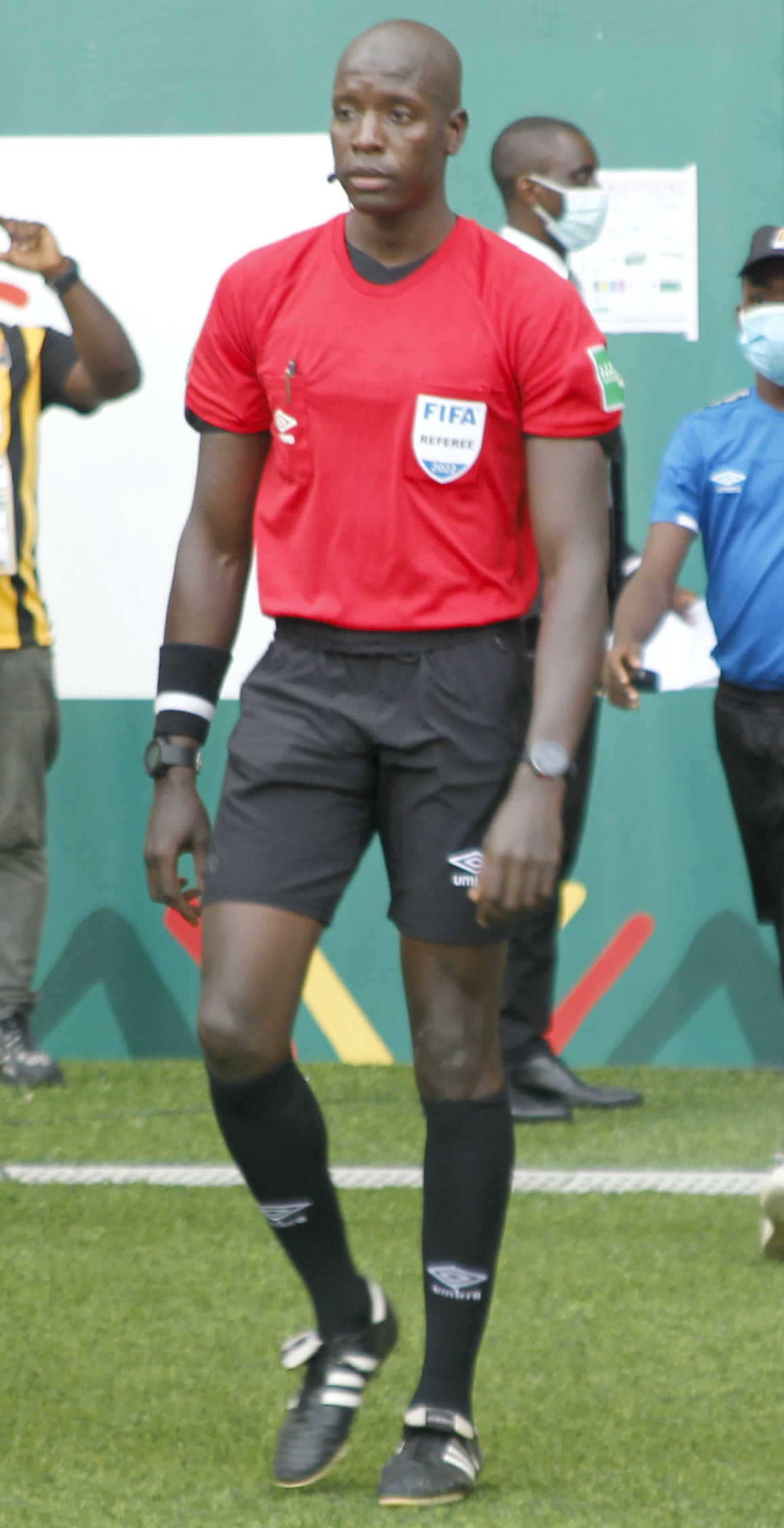
Maguette N’Diaye (2022)

Maguette N’Diaye (* 1. September 1986) ist ein senegalesischer Fußballschiedsrichter. Seit 2011 steht er auf der FIFA-Liste.

## Werdegang
Sein internationales Debüt gab N’Diaye bei einem Gruppenspiel der U-20-Fußball-Afrikameisterschaft 2013 zwischen Mali und Gabun. Sein erstes offizielles A-Länderspiel folgte im April 2014 bei der Qualifikationspartie für den Afrika-Cup 2015 zwischen Mauretanien und Mauritius. Seit 2017 kommt er auch regelmäßig in den internationalen afrikanischen Vereinswettbewerben – CAF Champions League und CAF Confederation Cup – zum Einsatz. 2018 leitete er das Finalhinspiel des Confederation Cups zwischen Raja Casablanca aus Marokko und AS Vita Club aus DR Kongo (Endstand 3:0). N’Diaye nahm bisher zweimal an Afrika-Cup-Endrunden teil, 2019 kam er zu einem Einsatz in der Gruppenphase, beim Turnier 2022 pfiff er drei Partien, darunter ein Viertelfinale.
Auf interkontinentaler Ebene amtierte N’Diaye bei der U-20-Fußball-Weltmeisterschaft 2019 in Polen und vertrat den afrikanischen Fußballverband als Schiedsrichter bei der FIFA-Klub-Weltmeisterschaft 2020, wo er das Spiel um Platz drei leitete.
Im Vorfeld der Fußball-Weltmeisterschaft 2022 war N’Diaye Mittelpunkt einer Kontroverse, als er im entscheidenden Qualifikationsspiel zwischen Ghana und Südafrika der ghanaischen Seite einen zweifelhaften Elfmeter zusprach. André Ayew konnte diesen verwandeln, wodurch Ghana die WM-Qualifikationsplayoffs erreichte, Südafrika hingegen ausschied. Der südafrikanische Fußballverband (SAFA) erhob in der Folge Vorwürfe der Spielmanipulation gegen N’Diaye und legte offiziellen Protest bei der CAF ein. Trotzdem wurde N’Diaye von der FIFA in das 36 Schiedsrichter umfassende Aufgebot für das Endturnier in Katar berufen. Begleitet wurde er von den Schiedsrichterassistenten El Hadji Samba und Djibril Camara. Bei der WM kam das Gespann zu keiner Spielleitung, N’Diaye wurde lediglich sechsmal als Vierter Offizieller eingesetzt. Dementsprechend gehörte er zu den Schiedsrichtern, die seitens der FIFA nach dem Achtelfinale vom Turnier entlassen wurden.

## Persönliches
N’Diaye ist der Sohn des ehemaligen internationalen Fußballschiedsrichters Pape Moussa N’Diaye. Er arbeitet als Sportlehrer an einer weiterführenden Schule in Dakar und betreibt ein Schafzuchtgewerbe.